# 이하린 (아나운서)
이하린(1985년 1월 5일 ~ )은 대한민국의 기자이자 앵커이다. 연세대학교 신문방송학과 재학중이던 2006년에 GS 강남방송에 아나운서로 입사하여 활동하다가 2010년 뉴스 전문 채널 YTN의 사회부 기자로 입사했다. YTN에서 사회부, 문화부 기자를 거쳐 2013년부터 앵커로 활동했다. 《뉴스출발》, 《뉴스만만》, 《YTN 뉴스 24》등을 진행했다.

## 가족 사항
- 아버지 : 이재홍 (現김앤장 법률사무소 변호사, 前행정법원장)